# Croton stahelianus
Croton stahelianus är en törelväxtart som beskrevs av Joseph Lanjouw. Croton stahelianus ingår i släktet Croton och familjen törelväxter. Inga underarter finns listade i Catalogue of Life.